# Station Jaworzno Szyb Sobieski
Station Jaworzno Szyb Sobieski is een spoorwegstation in de Poolse plaats Jaworzno.